# Shanghai Daily
Shanghai Daily (tiếng Trung: 上海日报; Bính âm: Shànghǎi Rìbào; Hán Việt: Thượng Hải Nhật báo) là một tờ báo tiếng Anh tại Trung Quốc. Tờ báo bắt đầu được phát hành từ tháng 10 năm 1999, chủ sở hữu của báo là Tập đoàn báo chí Văn Hối-Tân Dân. Độc giả chủ yếu của tờ báo là khách nước ngoài, chủ yếu là các nhà đầu tư và du khách đến Thượng Hải, mặc dù nhiều sinh viên Trung Quốc cũng tìm đọc báo để trau dồi tiếng Anh của họ. Đây là tờ báo tiếng Anh duy nhất tại Trung Quốc phát hành cả bảy ngày trong tuần. Tờ báo đưa tin về các vấn đề kinh tế, xã hội, văn hóa và phát triển đối ngoại tại Thượng Hải và các khu vực lân cận.